# Georg Hacker (Maler)

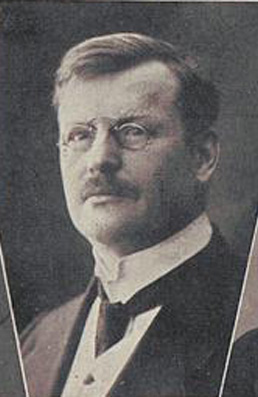
Georg Hacker, Ausschnitt aus Düsseldorfer Theater-Woche, Heft 42, 1911

Georg Hacker (* 8. August 1865 in Dessau; † 5. Dezember 1945 in Düsseldorf) war ein deutscher Landschaftsmaler und Bühnenbildner.

## Leben
Georg Hacker wurde 1865 als Sohn des Kammersängers Adolf Hacker (Tenor, 1832–1883) und dessen Gattin, der  Opern-, Konzert- und Oratorien-Sängerin Pauline Hacker, geborene Zschiesche (Sopran, 1830–1867), in Dessau geboren. Durch seine Eltern kam er früh mit der Theaterwelt in Berührung.

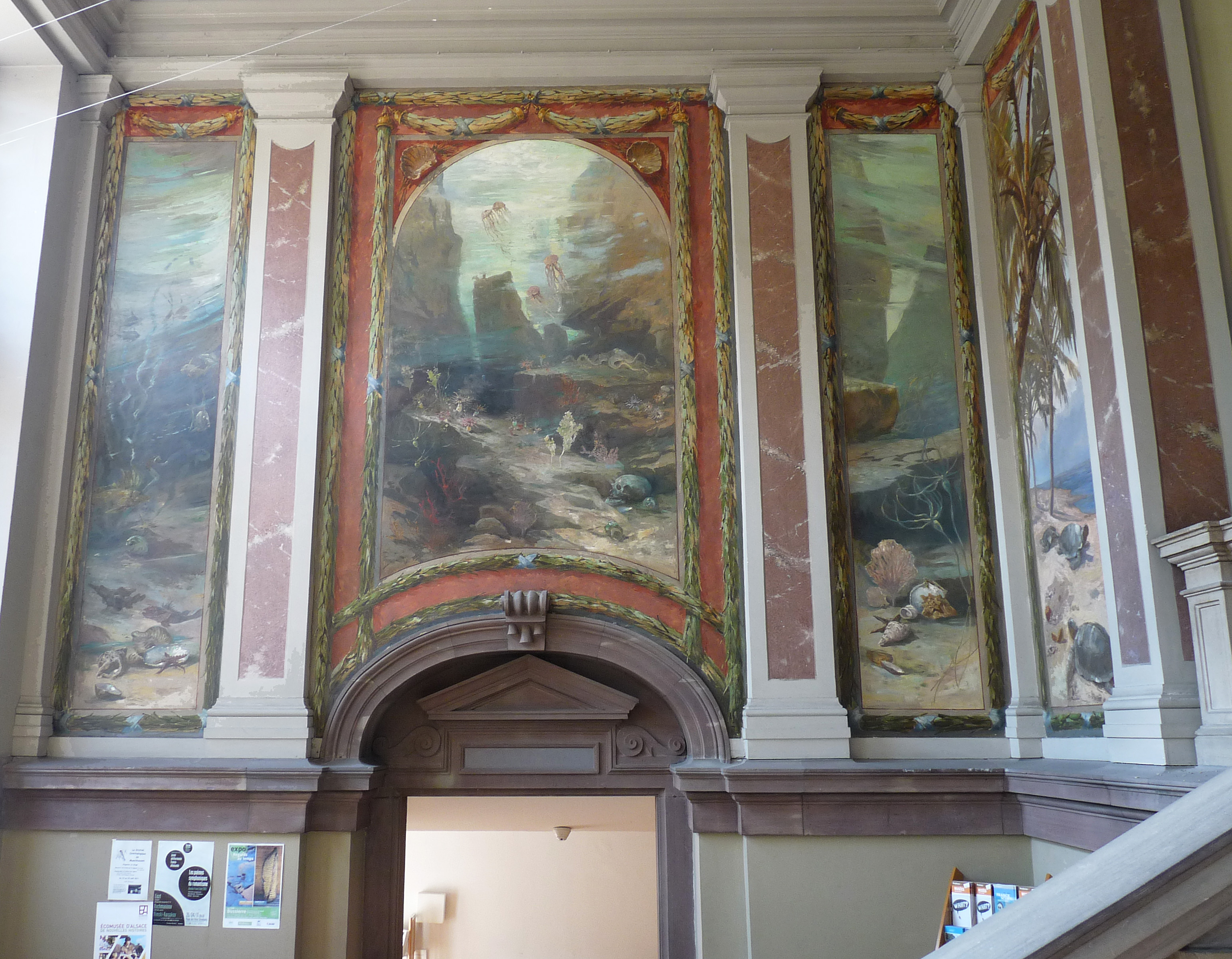
Eingangsbereich Musée zoologique de Strasbourg mit Gemälden von Georg Hacker

1882 trat er in das „Atelier für szenische Bühnenbilder“ der Gebrüder Gotthold und Max Brückner in Coburg ein, wo er die Technik der Theatermalerei erlernte. Er wurde Lieblingsschüler Max Brückners und begleitete ihn von 1887 bis 1890 auf dessen Auslandsreisen mit dem Meininger Hoftheater. Brückner war von Herzog Georg II. an das Hoftheater berufen worden und begleitete die Gastspielreisen. Nach dem letzten Gastspiel im Juli 1890 und der Auflösung dieser Bühne kam Georg Hacker unter Direktor Anton Seder als Lehrer für dekorative Malerei nach Straßburg an die Städtische Kunstgewerbeschule (1889–1914). 1893 wurde er als Stipendiat der Stadt Straßburg nach Chicago zur Weltausstellung entsandt. In Straßburg fertigte Hacker zwischen 1894 und 1896 acht symmetrisch angeordnete Wandgemälde auf Gipstafeln mit Meeresgrund- und Dschungelszenen im Zoologischen Museum der Stadt Straßburg, welche heute noch die Eingangshalle schmücken.
1896 wurde er als Städtischer Theatermaler an das Stadttheater Düsseldorf berufen. Im selben Jahr trat er in den Düsseldorfer Künstlerverein Malkasten ein. Lange Jahre war er dort im Vorstand tätig und blieb dem Verein bis zu seinem Tod treu. In der Düsseldorfer Zeit schuf Hacker zahlreiche Ausstattungen, unter anderem für die Festspiele des Rheinischen Goethe-Vereins. 1905 gestaltete er die aufwändige Festausschmückung zur preußischen Kronprinzenhochzeit von Wilhelm von Preußen und der Cecilie zu Mecklenburg in Berlin. Zu dieser Zeit wohnte er in Oberkassel in der Cheruskerstraße (damals Arminiusstraße 59). 1907 erfolgte der Wechsel in die Privatwirtschaft. Hacker leitete zunächst das Ausstattungswesen des gewerblichen Theaterateliers Die Bühne, welches sich auf Straßen- und Festdekorationen (Kaiserbesuche, -manöver) spezialisiert hatte. Von 1909 bis vermutlich 1919 machte er sich mit einem eigenen Atelier unter dem Namen G. H. Atelier für künstlerische Theatermalerei selbständig, wurde aber ab demselben Jahr auch wieder am Stadttheater aktiv, für das er nach 1919 als künstlerischer Beirat und Vorstand des gesamten Ausstattungswesens fungierte. Im Ersten Weltkrieg diente er als Offiziers-Stellvertreter im Landsturm-Infanterie-Ersatz-Bataillon Nr. 6, Minden.
1919 übernahm Hacker an der Staatlichen Kunstakademie Düsseldorf die neu eingerichtete Klasse für Bühnenbild. Zu seinen Schülern zählten der spätere Bühnenbildner Harry Breuer und der Düsseldorfer Jagd- und Landschaftsmaler Albert Holz. In der Zeit von 1927 bis 1936 unternahm er eine zweite Reise in die Vereinigten Staaten von Amerika, auf der er Gebäude einer großen Maschinenfabrik in Reading in Pennsylvania ausmalte. Es folgten weitere Reisen nach England, Schottland, Finnland, Dänemark und Italien sowie in die Schweiz. Neben der Planung und Ausführung verschiedener Aufträge im In- und Ausland fand er auch Zeit für Landschafts- und Naturstudien.
Beim Neubau des Düsseldorfer Hauptbahnhofs wurde 1936 Georg Hacker mit der Ausmalung des Wartesaals III. Klasse beauftragt. Dieser lag von der Eingangshalle links treppab. Das Werk wurde im Zweiten Weltkrieg zerstört. 1938 gestaltete er die Eingangshalle im Empfangsgebäude des Duisburger Hauptbahnhofs. 1940 fertigte er drei große Dioramen für das Museum für Naturkunde in Dortmund, welches 1934 in ein größeres Gebäude umgezogen war. Bis kurz vor seinem Tod im Dezember 1945 plante Georg Hacker, den Keller des im Krieg zerstörten Malkasten-Hauses mit Fresken auszumalen.
Hackers malerisches Bühnenschaffen war eng verbunden mit dem Wandel vom Anekdotisch-Milieuhaften des Handlungsortes zur impressionistischen Skizze mit atmosphärischer Luftperspektive und kontrastreich aufgetragenen Farbnuancen. Von Zeitgenossen als virtuoser Schnellmaler (bis zu 170 m² pro Tag) bewundert, schaffte er es, der Theaterdekoration endlich „Licht und Luft“ zu verleihen und die bis dahin übliche Fundusdekoration zugunsten einer individuellen Stückausstattung hinter sich zu lassen.

## Ehrung
- 1905: Preußischer Kronenorden IV. Klasse (für die Festdekoration der Kronprinzenhochzeit 1905)
- 1910: Verleihung der Goldenen Medaille für Kunst und Wissenschaft von Sachsen-Altenburg

## Ausstellungen (Auswahl)
- 1968: Palais Spee, Stadtmuseum Düsseldorf
- 1973: Galerie Paffrath, Düsseldorf, Königsallee 46